# Austrosignum globifrons
Austrosignum globifrons är en kräftdjursart som beskrevs av Menzies 1962. Austrosignum globifrons ingår i släktet Austrosignum och familjen Paramunnidae. Inga underarter finns listade i Catalogue of Life.